# Palla di Peleo
La palla di Peleo, detta anche porcellino è uno strumento utilizzato nel prelievo di liquidi, sostanze o soluzioni tramite una pipetta graduata o una sonda.
È composta da un piccolo palloncino di gomma, chiamato "polmone" sul quale sono state applicate tre valvole a sfera, attivabili con la semplice pressione delle dita.
Le valvole sono tre, spesso indicate ognuna con una lettera specifica: A-S-E (dalle iniziali della parola inglese che descrive la funzione corrispondente), oppure A-B-C (dalla sequenza delle operazioni da compiere per trasferire il liquido).
La palla di Peleo va montata sull'estremità superiore della pipetta. Premendo la valvola "A" si sgonfia il palloncino creando una depressione; la pipetta viene immersa nel liquido da aspirare e si preme la valvola "S" (dall'inglese suck) o "B". Se il liquido prelevato è in eccesso, si preme la valvola con la lettera "E" (da "eject" oppure "exhaust") o "C",  che "espelle" il liquido, regolando la quantità fino al livello desiderato. Sempre tramite quest'ultima valvola si svuota il contenuto della pipetta nel contenitore di destinazione.